# Joaquim Nabuco
Joaquim Nabuco este un oraș în Pernambuco (PE), Brazilia.